# Armação dos Búzios Airport
Armação dos Búzios Airport (engelska: Umberto Modiano Airport, Búzios Airport, portugisiska: Aeroporto Umberto Modiano) är en flygplats i Brasilien.   Den ligger i kommunen Armação dos Búzios och delstaten Rio de Janeiro, i den sydöstra delen av landet, 1 000 km sydost om huvudstaden Brasília. Armação dos Búzios Airport ligger 7 meter över havet.
Terrängen runt Armação dos Búzios Airport är platt. Havet är nära Armação dos Búzios Airport åt nordost. Trakten är tätbefolkad. Närmaste större samhälle är Cabo Frio, 14,4 km sydväst om Armação dos Búzios Airport. 